# Elektřin komplex
Elektřin komplex je termín v psychoanalýze zavedený Carlem Gustavem Jungem k označení milostné náklonnosti dcery k otci. Tvoří protějšek milostného vztahu syna s matkou – oidipovského komplexu zavedeného Sigmundem Freudem. Je pojmenován podle starořecké mytické Élektry, mstitelky svého zavražděného otce, mykénského krále Agamemnóna.
Zdravě se vyvíjející dítě si Elektřiným komplexem prochází zhruba ve věku mezi 3 a 6–7 lety, tj. ve falické vývojové fázi.